# دالان ارس

دالان ارس

دالان ارس مجموعه راه‌های مواصلاتی سرزمین کلان‌تر جمهوری آذربایجان به جمهوری خودمختار نخجوان در خاک ایران است. این دالان مجهز به بزرگراه و راه‌آهن خواهد بود، موازی دالان زنگزور در خاک ارمنستان است.
این دالان قرار است از استان آذربایجان شرقی عبور کند و روستای آق‌بند (زنگلان) را به شهرستان اردوباد در جنوب نخجوان متصل کند. دالان ارس می‌تواند با دور زدن ارمنستان، جایگزینی برای دالان زنگزور با پتانسیل کاهش نگرانی‌های ایران برای مرز مشترکش با ارمنستان باشد.

## دگرنام‌ها
- کریدور ارس
- دهلیز ارس